# François Lamy

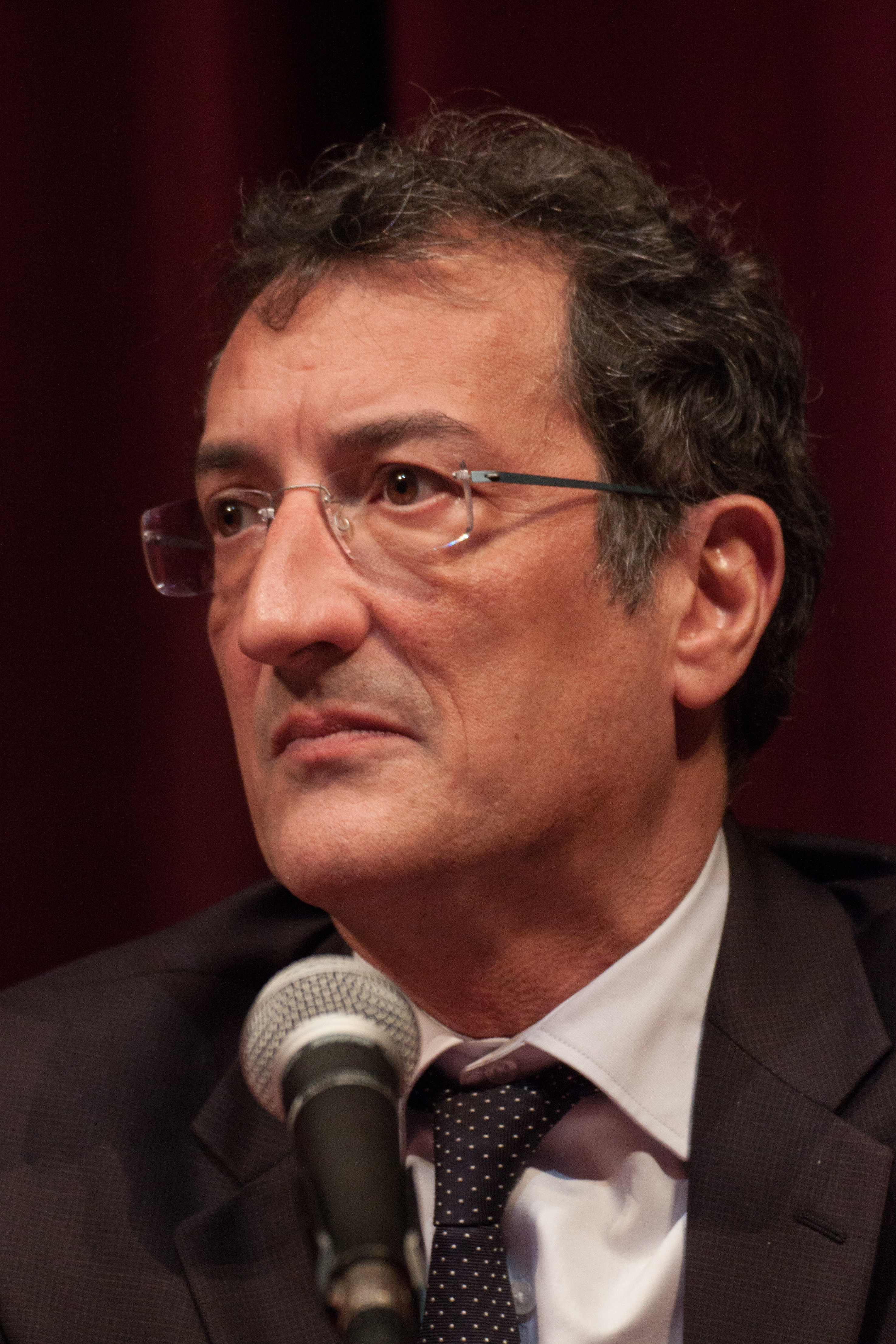
François Lamy (2013)

François Lamy (* 31. Oktober 1959 in Brunoy, Département Essonne) ist ein französischer Politiker der Parti Socialiste (PS) und war von Mai 2012  bis März 2014 Beigeordneter Minister für Städte im Ministerium für Regionalentwicklung und Wohnungsbau in den Kabinetten Ayrault I und Ayrault II von Premierminister Jean-Marc Ayrault.

## Leben

### Studium, berufliche Laufbahn und Kommunalpolitiker
Lamy, Sohn eines Bauingenieurs und Cousin der Schauspielerinnen Alexandra Lamy und Audrey Lamy, besuchte das Lycée Michelet in Vanves, das Lycée Buffon in Paris sowie die École Saint-Sulpice und absolvierte nach dem Baccalauréat die École Normale Primaire in Étiolles. Im Anschluss war er zwischen 1981 und 1985 als Mitarbeiter für soziokulturelle Animation sowie als Lehrer tätig. Lamy trat 1978 der linkssozialistischen Parti socialiste unifié (PSU) bei, bevor er 1985 zur größeren und gemäßigteren Parti socialiste (PS) wechselte.
Nach einer darauf folgenden Tätigkeit als Assistent in der Parteizentrale der PS war er von 1988 bis 1991 Kabinettschef von Robert Chapuis, der in dieser Zeit Staatssekretär für berufliche Ausbildung im Ministerium für nationale Bildung war. Danach war ein Jahr lang Assistent des Präsidenten der Kommission für Verfassungsrechte, Gesetzgebung und allgemeine Verwaltung (Commission des lois constitutionnelles, de la législation et de l'administration générale de la République), ehe er zwischen 1992 und 1993 Technischer Berater von Martin Malvy war, der zwischen April und Oktober 1992 zunächst Staatssekretär für die Beziehungen zum Parlament und Regierungssprecher sowie anschließend von Oktober 1992 bis März 1993 Haushaltsminister war.
Seine eigene politische Karriere begann er in der Regional- und Kommunalpolitik und war zunächst von März 1992 bis März 1998 Mitglied des Regionalrates der Region Île-de-France sowie von Juni 1995 bis November 2014 Mitglied des Gemeinderates von Palaiseau. Im März 2001 wurde er zum Bürgermeister von Palaiseau gewählt. In dieser Funktion war er zugleich ab Dezember 2003 Präsident des Gemeindeverbandes Communauté d’agglomération du Plateau de Saclay. Beide Funktionen legte er nach seinem Eintritt in die Regierung im Juni 2012 nieder.
Im November 2014 kündigte Lamy an, künftig in Lille zu leben und politisch aktiv zu sein. Dort ist Martine Aubry Bürgermeisterin, als deren enger Gefolgsmann Lamy gilt. Aubry dementierte dabei, mit dieser Entscheidung ihre Nachfolge als Bürgermeisterin festlegen zu wollen.

### Politik auf nationaler Ebene
Am 1. Juni 1997 wurde Lamy als Kandidat der Parti Socialiste erstmals für das Département Essonne (Wahlkreis VI) zum Abgeordneten der Nationalversammlung gewählt. 2002, 2007 und 2012 wurde er jeweils wiedergewählt, wobei er 2012 als Regierungsmitglied das Mandat vorläufig nicht antrat.
Seit 2000 ist Lamy Mitglied im Bureau national der Parti Socialiste, dem Parteivorstand. Er war in der engeren Parteiführung der PS für verschiedene Aufgaben Sekretär. 2011 leitet er die Kampagne von Martine Aubry bei den Vorwahlen der PS für die Präsidentschaftswahl 2012. Außerdem war er Präsident des Clubs Reformer, der Strömung um Martine Aubry in der PS.
Nach der Wahl von François Hollande zum Staatspräsidenten und der Benennung von Jean-Marc Ayrault zum Premierminister wurde Lamy am 16. Mai 2012 zum beigeordneten Minister für Städte in die Regierung berufen und bei der Neubildung der Regierung nach der Parlamentswahl bestätigt. Er war dem Ministerium für Raumplanung und Wohnungsbau unter Cécile Duflot zugeordnet. Bei der Bildung der Regierung Valls I wurde er nicht mehr berufen und schied daher am 31. März 2014 aus seinem Amt aus. Valls bot ihm bei der Bildung seiner zweiten Regierung im August 2014 einen Wiedereintritt an, was Lamy aber ablehnte; er enthielt sich bei der Abstimmung über das Programm der Regierung Valls II in der Nationalversammlung.
Nach seinem Ausscheiden aus der Regierung nahm Lamy am 2. Mai 2014 sein Mandat in der Nationalversammlung wieder auf. Er behielt sein Mandat auch nach seinem Umzug nach Lille im November 2014.
Im Mai 2014 wurde er vom neu gewählten Ersten Sekretärs der PS, Jean-Christophe Cambadélis, zum Berater berufen. Seit Juni 2015 ist er Sekretär der PS für auswärtige Beziehungen und dabei direkt dem Ersten Sekretär unterstellt.